# Sheffield Shield 2008/09
Der Sheffield Shield 2008/09 war die 117. Saison des nationalen First-Class-Cricket-Wettbewerbes in Australien. Gewinner war Victoria, die somit ihren 27. Sheffield Shield gewannen.

## Format
Die Mannschaften spielten in einer Division gegen jede andere jeweils zwei Spiele. Für einen Sieg erhielt ein Team zunächst 6 Punkte, für ein Unentschieden (beide Mannschaften erzielen die gleiche Anzahl an Runs) 3 Punkte. Sollte kein Ergebnis erreicht werden und das Spiel in einem Remis enden zählen die Resultate nach dem ersten Innings. Dabei gibt es zwei Punkte für einen Sieg, und einen Punkt im Falle eines Unentschiedens und keinen im Falle einer Niederlage. Sollte das Spiel nach dem zweiten Innings verloren werden, obwohl das erste Innings gewonnen wurde gibt es zwei Punkte. Des Weiteren ist es möglich das Mannschaften Punkte abgezogen bekommen, wenn sie beispielsweise zu langsam spielen oder der Platz nicht ordnungsgemäß hergerichtet ist. Bei Punktgleichheit wird die Platzierung zuerst nach der Anzahl der Siege und anschließend nach dem Quotient der Runs die Pro Wickets benötigt werden und die man selbst pro Wicket erzielt. Am Ende der Saison spielen die beiden Gruppenersten im Finale den Gewinner des Sheffield Shields aus.

## Resultate
Tabelle
Die Tabelle der Saison nahm am Ende die nachfolgende Gestalt an.
| Teams             | Sp. | S | N | U | R | LWF | DWF | DTF | DLF | Ded | Punkte | Q     |
| ----------------- | --- | - | - | - | - | --- | --- | --- | --- | --- | ------ | ----- |
| Victoria          | 10  | 6 | 0 | 0 | 0 | 0   | 4   | 0   | 0   | 0   | 44     | 1.520 |
| Queensland        | 10  | 4 | 3 | 0 | 0 | 2   | 0   | 0   | 1   | 0   | 28     | 0.949 |
| South Australia   | 10  | 4 | 3 | 0 | 0 | 0   | 1   | 0   | 2   | 0   | 26     | 1.064 |
| Tasmanien         | 10  | 4 | 4 | 0 | 0 | 1   | 0   | 0   | 1   | 0   | 26     | 0.881 |
| Western Australia | 10  | 3 | 4 | 0 | 0 | 1   | 0   | 0   | 2   | 0   | 20     | 0.836 |
| New South Wales   | 10  | 2 | 4 | 0 | 0 | 1   | 2   | 0   | 1   | 0   | 18     | 0.878 |

### Spiele

#### Runde 1
| 10. – 12. Oktober Scorecard | Brisbane | Queensland 236 (55.1) & 62 (31.5) | – | Tasmanien 106 (46.3) & 144 (51.4) |
|                             |          | Queensland gewinnt mit 48 Runs    |   |                                   |

| 10. – 13. Oktober Scorecard | Perth | New South Wales 177 (58.2) & 310-2 (116.1) | – | Western Australia 265 (92) & 224-2 (54.5) |
|                             |       | Western Australia gewinnt mit 8 Wickets    |   |                                           |

| 14. – 17. Oktober Scorecard | Adelaide | South Australia 473-6d (134.4) & 151 (46.4) | – | Victoria 357-7d (137) & 176-7 (61) |
|                             |          | Remis                                       |   |                                    |

#### Runde 2
| 19. – 22. Oktober Scorecard | Perth | Tasmanien 187 (72.2) & 292 (127.2)      | – | Western Australia 283 (87.1) & 197-6 (59) |
|                             |       | Western Australia gewinnt mit 4 Wickets |   |                                           |

| 21. – 23. Oktober Scorecard | Brisbane | Queensland 245 (65.3) & 150 (127.2) | – | Victoria 353 (87.1) & 45-1 (59) |
|                             |          | Victoria gewinnt mit 9 Wickets      |   |                                 |

| 24. – 27. Oktober Scorecard | Adelaide | South Australia 313 (92.4) & 300-5 (117) | – | New South Wales 576 (162.4) |
|                             |          | Remis                                    |   |                             |

#### Runde 3
| 31. Oktober – 3. November Scorecard | Perth | Queensland 208 (81.4) & 321-8d (104.4) | – | Western Australia 206 (85.1) & 196 (63) |
|                                     |       | Queensland gewinnt mit 127 Runs        |   |                                         |

| 3. – 6. November Scorecard | Hobart | South Australia 232 (76.5) & 200 (70.3) | – | Tasmanien 252 (73.5) & 184-7 (73.5) |
|                            |        | Tasmanien gewinnt mit 3 Wickets         |   |                                     |

| 4. – 7. November Scorecard | Sydney | New South Wales 261 (91.1) & 340-8 (134) | – | Victoria 440 (143.2) |
|                            |        | Remis                                    |   |                      |

#### Runde 4
| 10. – 13. November Scorecard | Adelaide | Western Australia 309 (124) & 247-6 (76) | – | South Australia 479-9d (168.2) |
|                              |          | Remis                                    |   |                                |

| 15. – 18. November Scorecard | Melbourne | Tasmanien 218 (90.3) & 300 (112.5) | – | Victoria 484 (134.5) & 35-0 (7.2) |
|                              |           | Victoria gewinnt mit 10 Wickets    |   |                                   |

| 21. – 24. November Scorecard | Sydney | New South Wales 210 (78.5) & 262 (99.1) | – | Queensland 354 (101.3) & 119-0 (29) |
|                              |        | Queensland gewinnt mit 10 Wickets       |   |                                     |

#### Runde 5
| 21. – 24. November Scorecard | Perth | Western Australia 239 (98.4) & 404-8d (115) | – | Victoria 326 (76.2) & 321-4 (72.5) |
|                              |       | Victoria gewinnt mit 6 Wickets              |   |                                    |

| 28. November – 1. Dezember Scorecard | Brisbane | Queensland 352 (74.2) & 392 (87.5)    | – | South Australia 411 (108) & 334-7 (95.5) |
|                                      |          | South Australia gewinnt mit 3 Wickets |   |                                          |

| 2. – 4. Dezember Scorecard | Hobart | New South Wales 172 (65.2) & 173 (50.5) | – | Tasmanien 127 (46.4) & 221-7 (80) |
|                            |        | Tasmanien gewinnt mit 3 Wickets         |   |                                   |

#### Runde 6
| 15. – 17. Dezember Scorecard | Melbourne | Western Australia 211 (87.2) & 140 (53.2) | – | Victoria 296 (69.3) & 58-2 (11) |
|                              |           | Victoria gewinnt mit 8 Wickets            |   |                                 |

| 16. – 19. Dezember Scorecard | Hobart | Queensland 230 (91.5) & 93 (45.3) | – | Tasmanien 214 (109.1) & 111-4 (28) |
|                              |        | Tasmanien gewinnt mit 6 Wickets   |   |                                    |

| 18. – 21. Dezember Scorecard | Sydney | New South Wales 483-6d (150.5) & 120-2d (20.4) | – | South Australia 304-3d (113.1) & 224 (74.2) |
|                              |        | New South Wales gewinnt mit 75 Runs            |   |                                             |

#### Runde 7
| 30. Januar – 1. Februar Scorecard | Brisbane | Queensland 247 (76.2) & 179 (52.3)      | – | Western Australia 236 (75.1) & 193-4 (51.4) |
|                                   |          | Western Australia gewinnt mit 6 Wickets |   |                                             |

| 30. Januar – 2. Februar Scorecard | Newcastle | New South Wales 521-4d (128) & 157-5d (39) | – | Tasmanien 328 (120.5) & 236 (87) |
|                                   |           | New South Wales gewinnt mit 114 Runs       |   |                                  |

| 30. Januar – 2. Februar Scorecard | Melbourne | Victoria 400 (127.2) & 262-6d (62) | – | South Australia 348-9d (101.2) & 289 (83.3) |
|                                   |           | Victoria gewinnt mit 25 Runs       |   |                                             |

#### Runde 8
| 13. – 16. Februar Scorecard | Adelaide | South Australia 489-6d (144) & 143-7d (29) | – | Queensland 300-8d (109) & 313 (93.5) |
|                             |          | South Australia gewinnt mit 19 Runs        |   |                                      |

| 15. – 17. Februar Scorecard | Melbourne | New South Wales 227 (93.4) & 218 (73.5)       | – | Victoria 447 (112.2) |
|                             |           | Victoria gewinnt mit einem Innings und 2 Runs |   |                      |

| 16. – 18. Februar Scorecard | Hobart | Western Australia 189 (76) & 168 (70.2) | – | Tasmanien 163 (75.2) & 197-5 (55.1) |
|                             |        | Tasmanien gewinnt mit 5 Wickets         |   |                                     |

#### Runde 9
| 26. Februar – 1. März Scorecard | Hobart | Victoria 535 (143.2) & 158 (58) | – | Tasmanien 300 (112.5) & 155-5 (44) |
|                                 |        | Remis                           |   |                                    |

| 26. Februar – 1. März Scorecard | Brisbane | New South Wales 269 (99.2) & 149 (62.1)           | – | Queensland 547-7d (140) |
|                                 |          | Queensland gewinnt mit einem Innings und 129 Runs |   |                         |

| 26. Februar – 1. März Scorecard | Perth | Western Australia 243 (79) & 228 (79.4) | – | South Australia 457-9d (149.2) & 17-1 (1.5) |
|                                 |       | South Australia gewinnt mit 9 Wickets   |   |                                             |

#### Runde 10
| 5. – 8. März Scorecard | Sydney | Western Australia 210 (75.1) & 248-4 (103.2) | – | New South Wales 526-8d (156) |
|                        |        | Remis                                        |   |                              |

| 5. – 8. März Scorecard | Melbourne | Queensland 302 (84.2) & 187-1 (45) | – | Victoria 806-8d (236) |
|                        |           | Remis                              |   |                       |

| 5. – 8. März Scorecard | Adelaide | Tasmanien 301 (106.1) & 289-9d (93)   | – | South Australia 253 (86.4) & 338-5 (79.1) |
|                        |          | South Australia gewinnt mit 5 Wickets |   |                                           |

### Finale
| 13. – 17. März Scorecard | Melbourne | Victoria 510 (166) & 282-5d (51) | – | Queensland 200 (61) & 221-1 (52) |
|                          |           | Remis                            |   |                                  |

Auf Grund des Remis wurde Victoria zum Gewinner des Sheffield Shields erklärt.